# Jeffrey Pierce
Jeffrey Pierce, właśc. Jeffrey Douglas Plitt (ur. 13 grudnia 1971 w Denver) – amerykański reżyser, aktor i producent filmowy, występował w tytułowej roli prywatnego detektywa w serialu Charlie Jade.
Karierę aktorską rozpoczął od występów z Shakespeare and Company w Lenox i Beverly Hills Playhouse. Spróbował także swoich sił jako producent wykonawczy i reżyser dramatu All My Sins Remembered (2003).

## Filmografia

### filmy fabularne
- 1998: Houdini (TV) jako student w Montrealu
- 2000: Historia Jackie Bouvier Kennedy Onassis (TV) jako John F. Kennedy Jr.
- 2002: Simone (S1M0NE) jako Kent
- 2003: Cudzoziemiec (The Foreigner) jako Sean Cold
- 2011: Druga twarz (Druga twarz) jako agent Pierce
- 2012: Lada dzień (Any Day Now) jako oficer Plitt
- 2014: Ukryty wróg (The Stranger Within) jako Michael

### seriale TV
- 1997: Niebieski Pacyfik jako Bill Drake
- 1998: Portret zabójcy jako Peter Denford
- 2001: Zbrodnie Nowego Jorku jako detetyw Vincent Trout
- 2002: Prezydencki poker jako Jeff Johnson
- 2003: Bez śladu jako Paul Dobson
- 2003: Potyczki Amy jako Edgar Cobbs
- 2003: JAG – Wojskowe Biuro Śledcze jako major Zach Tunney
- 2003: Boston Public jako Will Styros
- 2004: Czarodziejki jako Todd Marks
- 2005: Charlie Jade jako Charlie Jade
- 2005: Jordan w akcji jako Bill Patterson
- 2005: Agenci NCIS jako sierżant Marynarki Michael McMannis
- 2007: Krok od domu jako Matt Ewing
- 2007: Journeyman – podróżnik w czasie jako kpt. John Richie / Dylan McCleen
- 2007: Powrót do życia jako Richard Larson
- 2008: Eli Stone jako Robert Swain
- 2008: Zabójcze umysły jako Ryan Scott
- 2008: Prywatna praktyka jako Ray Daniels
- 2008: Nieustraszony jako Ryan Arrow
- 2009: Terminator: Kroniki Sary Connor jako T-888
- 2009: Castle jako Wyatt Monroe
- 2010: Agenci NCIS: Los Angeles jako komandor Neil Corby
- 2010: Miami Medical jako Marcus
- 2012: Alcatraz jako Jack Sylvane
- 2012: CSI: Kryminalne zagadki Las Vegas jako T.C. Riordan
- 2012: Nikita jako Martin
- 2013: Cult jako Stuart Reynolds
- 2013–14: The Tomorrow People jako Jack Jameson / Roger Price
- 2014: Jej Szerokość Afrodyta jako Ian Holt / Grayson Kent
- 2014: Nocna zmiana jako Todd
- 2015: Justified: Bez przebaczenia jako Lappicola
- 2017: Bosch jako Trevor Dobbs
- 2018: Castle Rock jako młody Alan Pangborn

### gry komputerowe
- 2008: Robert Ludlum’s The Bourne Conspiracy jako Jason Bourne/David Webb (głos)
- 2009: Prototype jako kpt. Robert Cross/Specialista (głos)
- 2010: Medal of Honor jako DEVGRU AFO Neptune, Codename: Matka (głos)
- 2011: Call of Duty: Modern Warfare 3 jako żołnierz S.A.S. (głos)
- 2012: Medal of Honor: Warfighter jako DEVGRU AFO Neptune, Codename: Matka (głos)
- 2013: The Last of Us jako Tommy (głos)
- 2013: Call of Duty: Ghosts jako Thomas A. Merrick (głos)
- 2016: Call of Duty: Infinite Warfare jako HAVOC (głos)
- 2017: Call of Duty: WWII jako porucznik Joseph Turner (głos)